# 圣西利亚
圣西利亚，是西班牙阿拉贡自治区韦斯卡省的一个市镇。总面积28平方公里，总人口191人（2001年），人口密度7人/平方公里。